# Fressin
Fressin är en kommun i departementet Pas-de-Calais i regionen Hauts-de-France i norra Frankrike. Kommunen ligger i kantonen Fruges som tillhör arrondissementet Montreuil. År 2022 hade Fressin 580 invånare.

## Befolkningsutveckling
Antalet invånare i kommunen Fressin
| Referens: INSEE |